# Bengt Carlson
Bengt Ivar Carlson (Tammisaari (regió d'Uusimaa), 26 d'abril,1890 - Hèlsinki, 21 de setembre, 1953), va ser un compositor i mestre de cor finlandès.

## Biografia
Els pares de Carlson eren Edvard Carlson i Augusta Lundholm. La seva primera esposa de 1914 a 1928 va ser Anna Malmberg i la seva segona, a partir de 1929, Saga Wilhelmina Stenius. Carlson es va graduar de secundària el 1909, va estudiar a l'Institut de Música de Hèlsinki de 1900 a 1913 i va fer un viatge d'estudis a París de 1913 a 1914. Va ser violista de l'Orquestra de la Ciutat de Hèlsinki de 1914 a 1923 i professor a l'Institut de Música de Hèlsinki des de 1916. Carlson va dirigir l'"Akademiska Sångföreningen" de 1920 a 1946, l'"Svenska Oratorieföreningen" de 1921 i el cor masculin de Mun 1903, i la Música Masculina. Va rebre el títol de professor el 1948. Carlson va donar concerts de composició a Hèlsinki el 1913 i el 1930.

## Composicions
La producció compositiva de Carlson inclou música de cambra, la cantata de graduació Templet, l'himne del 400è aniversari de Hèlsinki i cançons corals:
- Trio amb piano, 1912
- Quartet de corda, 1913
- Sonata per a violí en mi bemoll menor, 1918
- Cantates per a cor mixt: Mot sommaren (1924), Templet (1927), cantata de dedicatòria per a l'església de Mikael Agricola (1935), cantata de dedicatòria per a la casa sueca de Porvoo 1935
- Per a cor i orquestra masculins The Dreamed Army (1920), Iron Praise (1921), Rise Up (1923) i Song (1930)
- Tres cançons en solitari, una dotzena de cançons de cor mixt i unes 15 cançons de cor masculins
- Improvisat i Nocturn per a violí i piano.